# コンバー (潜水艦)
コンバー (USS Comber, SS-527) は、アメリカ海軍の潜水艦。テンチ級潜水艦の一隻。艦名は紅海および地中海、大西洋東部に生息するハタ科ヒメスズキ属のタイプ種コンバーに因む。その名を持つ艦としては2隻目。

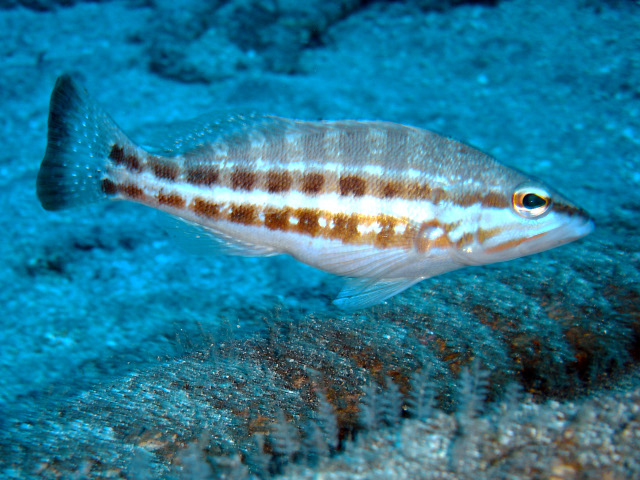
コンバー（Comber）

SS-527 は1944年5月5日にコンバーの艦名が命名されることが決定したが、1944年7月29日に建造は取り消された。
- この記事はアメリカ合衆国政府の著作物であるDictionary of American Naval Fighting Shipsに由来する文章を含んでいます。